# Mochlosoma sericeum
Mochlosoma sericeum là một loài ruồi trong họ Tachinidae.